# Gaur
Gaver ali Gaur (Bos gaurus), imenovan tudi indijski bizon, je največja živeča vrsta goveda. Ta vrsta izvira iz južne in jugovzhodne Azije. Od leta 1986 je na rdečem seznamu IUCN uvrščen kot ranljiv. Upad prebivalstva v nekaterih delih območja je verjetno več kot 70 % v zadnjih treh generacijah. Vendar pa so populacijska gibanja stabilna v dobro zavarovanih območjih in se obnavljajo na nekaj območjih, ki so bila prej zapostavljena. 
Gaur je najvišja vrsta divjega goveda. 
Malajski gaver se imenuje seladang, burmanski gaver se imenuje pyaung ပြောင်.  Udomačena oblika gavra se imenuje gajal (Bos frontalis) ali mithun. 

## Značilnosti
Gaver je močna in masivno zgrajena vrsta z visokim konveksnim grebenom na čelu med rogovi, ki izstopa spredaj in povzroča globoko vdolbino v profilu zgornjega dela glave. Na hrbtu je viden greben. Ušesa so zelo velika; rep doseže samo skočni sklep, pri starih bikih pa dlake postanejo zelo tanke na hrbtu. Odrasel samec je temno rjave barve, ki se pri zelo starih posameznikih približuje črni. Zgornji del glave, od oči do tilnika, je siv pepelast ali občasno umazano bel. Gobec je bledo obarvan, spodnji del nog pa je čisto bel ali rjavkast. Krave in mladi biki so bledi in v nekaterih primerih rdeči, ki je najbolj izrazita v skupinah, ki živijo v suhih in odprtih predelih. Rep je krajši kot pri tipičnem volu, ki sega le do skočnega sklepa. Imajo ločen greben, ki poteka od ramen do sredine hrbta; ramena so lahko do 12 cm višja od križa. Ta greben je posledica velike dolžine spinoznih procesov vretenc prednjega dela trupa v primerjavi s hrbtenico. Dlaka je kratka, fina in svetleča, kopita so ozka in koničasta.
Dolžina glave in telesa je od 250 do 330 cm z repom dolgim od 70 do 105 cm in je od 142 do 220 cm visok pri rami, povprečno približno 168 cm pri samicah in 188 cm pri samcih. Na vrhu mišične grbe tik za ramo, so povprečni odrasli samci tik pod 200 cm visoki in imajo obseg na sredini (za rameni) povprečno okoli 277 cm. Samci so za približno eno četrtino večji in težji od samic. Telesna masa se lahko giblje od 440 do 1000 kg pri odraslih samicah in 588 do 1500 kg pri odraslih samcih. Na splošno so meritve izpeljane iz gavrov, ki so bili raziskani v Indiji. Indijski gavri so v povprečju tehtali približno 840 kg (v vzorcu 13), samice pa so tehtale približno 700 kg. Telesne mase drugje kažejo, da se lahko zunaj Indije težji. Na primer, samci iz Kitajske (B. g. Laosiensis) lahko tehtajo 1200 kg ali več. Videti je, da je podvrsta seladang ali malajska (B. g. Hubbacki) v povprečju večja od nominirane v Indiji, vendar so znane velikosti vzorcev majhne. Po nekaterih virih seladang biki v povprečju tehtajo od 1000 do 1300 kg, kar pomeni, da so te živali v povprečju več kot 20 % težje od indijskih. 
Gavri nimajo izrazitega zavihka kože, ki visi pod vratom in prsih. Oba spola nosita rogove, ki rastejo s strani glave in se zavijajo navzgor. Med rogovi je na čelu visok konveksni greben. Na njihovi osnovi predstavljajo eliptični prečni prerez, kar je značilnost, ki je močneje izražena pri bikih kot pri kravah. Rožice so na dnu odločno sploščene in po svoji dolžini redno ukrivljene, na konicah so upognjene navznoter in rahlo nazaj. Barva rogov je v večjem delu dolžine nekakšen odtenek bledo zelene ali rumene barve, konice pa so črne barve. Rogovi, srednje velikosti, rastejo do dolžine 60 do 115 cm.
Krava je bistveno svetlejša kot bik. Rogovi so bolj vitki in pokončni, z več ukrivljenostjo navznoter, frontalni greben pa je komaj opazen. Pri mladih živalih so rogovi gladki in polirani. Pri starih bikih so robustni in obdani z vznožjem. 
Gavri so med največjimi živimi kopenskimi živalmi. Samo sloni, nosorogi, veliki povodni konj (Hippopotamus amphibius) in žirafa (Giraffa camelopardalis) ga prekašajo. Dve vrsti, ki naravno obstajata skupaj z gavrom, sta težji: azijski slon (Elephas maximus) in indijski nosorog (Rhinoceros unicornis).  Po večini standardov meritev je gavr danes največji živeči divji bivol. Vendar pa je kratkonogi, debel divji vodni bivol (Bubalus arnee) podoben povprečni telesni masi, če ne celo največji teži.

## Razširjenost in habitat
Gaver se je zgodovinsko gibal po vsej južni in jugovzhodni Aziji, vključno z Vietnamom, Kambodžo, Laosom, Tajsko, Malezijskim polotokom, Mjanmarom, Indijo, Bangladešem, Butanom, Kitajsko in Nepalom. Danes je območje vrste zelo razdrobljeno in je regionalno izumrl na Šrilanki.
Gaver je večinoma omejen na zimzelene gozdove ali pol zelene in vlažne listopadne gozdove, pojavljajo pa se tudi v listnatih gozdnih območjih na obrobju njihovega območja. Za gavrov habitat so značilni veliki, relativno neokrnjeni gozdni predeli, hribovit teren pod višino med 1500 in 1800 m, razpoložljivost vode in obilna krma v obliki trave, bambusa, grmičevja in dreves. Njihova očitna prednost za hribovit teren je lahko delno posledica zgodnejšega preoblikovanja večine ravnin in drugih nižinskih območij v njive in pašnike. Pojavijo se od morske gladine do nadmorske višine vsaj 2800 m. Zdi se, da nizko ležeča območja vsebujejo optimalen habitat. 
V Vietnamu je bilo več območij v provinci Đắk Lắk leta 1997 znano, da v njih živi gaver.  V narodnem parku Cát Tiên in sosednjih državnih gozdnih območjih je še vedno nekaj čred.  Trenutno stanje populacije gavrov je slabo poznano; morda so v resnem upadu.
V Kambodži se je število gavrov v obdobju od poznih 1960-ih do zgodnjih 1990-ih precej zmanjšalo. Največje število je ostalo v provinci Mondulkiri, kjer je v gozdu velikem več kot 15.000 km² lahko preživelo do 1000 osebkov.  Rezultat lova s kamerami, ki je bili izveden leta 2009, je pokazal, da je v zavarovanem gozd Mondulkiri in sosednjem zatočišču za divje živali Phnom Prich največja populacija gavrov na svetu. 
V Laosu je bilo ocenjeno, da do sredine 1990-ih do 200 posameznikov živi na mejah zaščitenih območij.  Poročali so o neenotni porazdelitvi v majhnih številkah. Prelov je zmanjšal populacijo, preživeli pa so se pojavili predvsem na oddaljenih območjih. Manj kot šest nacionalnih območij za ohranjanje biotske raznovrstnosti je imelo več kot 50 osebkov. Območja s populacijami, ki bi lahko bila nacionalno pomembna, so vključevala povodje Nam Theun in sosednjo planoto.  Naknadne raziskave, ki so bile izvedene desetletje pozneje z uporabo precej intenzivnega opazovanja s kamero, niso več zabeležile nobenega gavra, kar kaže na velik upad populacije.
Na Kitajskem se gaver pojavlja v močno razdrobljenih populacijah v južnem in jugovzhodnem Tibetu. Do 1980-ih so izginili v okrožju Lancang, preostale živali pa so bile razdeljene v dve populaciji, tj. v Xishuangbanna – Simao in Cangyuan. Sredi 1990-ih je v provinci Junan živelo 600–800 osebkov, večina pa jih je živela v nacionalnem naravnem rezervatu Xishuangbanna.
Na Tajskem so nekoč gaver našli po vsej državi, vendar je bilo po ocenah v 1990-ih manj kot 1000 osebkov. V večinoma polzeleno-zimzelenskem gozdnem kompleksu Dong Phayayen - Khao Yai je bilo na prelomu stoletja zabeleženo ocenjeno 150 osebkov. 
V Bangladešu v gričevju Chittagong živi nekaj gavrov, večinoma v okrožju Banderban. Med nedavnim projektom opazovanja s kamero je bilo opaženih nekaj gavrov, kar kaže, da je populacija razdrobljena in se verjetno zmanjšuje.  Gavre lovijo lokalni prebivalci v gozdnem rezervatu Sangu Matamuhari, čeprav je lov v Bangladešu prepovedan.
V Butanu očitno vztrajajo na celotnem južnem območju predgorja, zlasti v Narodnem parku Royal Manas, svetišču za divje živali Phibsoo in Khaling.
V Nepalu je bila sredi 1990-ih populacija gavrov ocenjena na 250–350, večina v narodnem parku Čitvan in v sosednjem narodnem parku Parsa. Parka sta povezana z verigo gozdnatih gričev. Trendi populacijo so bili razmeroma stabilni. Število osebkov v Čitvanu se je v letih od 1997 do 2016 povečalo s 188 na 368 živali. Popis v narodnem parku Parsa je potrdil prisotnost 112 gavrov v istem obdobju. 
V Indiji je bilo sredi 1990-tih ocenjeno na 12.000–22.000 osebkov. Zahodni Gati in njihovo predgorje v južni Indiji tvorijo eno od najobsežnejših trdnjav gavrov, zlasti v kompleksu Wayanad - Nagarhole - Mudumalai - Bandipur.  Ocenjuje se, da populacije v Indiji, Butanu in Bangladešu obsegajo 23 000–34 000 posameznikov. Večina populacije okoli 2000 osebkov je bila prijavljena v narodnih parkih Nagarahole in Bandipur, več kot 1000 jih je v projektu Tadoba Andhari Tiger, 500–1000 v rezervatih Periyar Tiger in Silent Valley ter sosednjih gozdnih kompleksih ter več kot 800 osebkov v zavetišču divjadi Bhadra. 

## Ekologija in vedenje
Kjer gaur ni moten, so v po naravi dnevne živali. Na drugih območjih so postali v glavnem nočne zaradi zlorabe gozdov, ki jih povzročajo ljudje. V osrednji Indiji so najbolj aktivni ponoči in se redko pojavljajo na prostem po 8. uri zjutraj. Med suho sezono se črede zbirajo in ostanejo na majhnih območjih in se s prihodom monsuna dvignejo v hribe. Medtem ko je gavr odvisen od vode za pitje, se zdi, da se ne kopajo ali valjajo.
V januarju in februarju gavr živi v majhnih čredah osem do 11 osebkov, od katerih je eden bik. V aprilu ali maju se lahko v čredo pridruži še več bikov za parjenje, posamezni biki pa se lahko premikajo od črede do črede, pri čemer se vsako parjenje opravi s številnimi kravami. V maju ali juniju zapustijo čredo in lahko tvorijo samo črede bikov ali živijo sami. Črede se vsak dan sprehajajo po 2–5 km. Vsaka čreda ima ne ekskluzivno domače območje, včasih pa se lahko črede združijo v skupine po 50 ali več. Povprečna gostota živali je približno 0,6 živali na kvadratni kilometer, pri čemer imajo črede domače območje veliko okoli 80 km².
Črede gavrov vodi stara odrasla samica, matriarhinja. Odrasli samci so lahko samotni. Ob vrhuncu obdobja parjenja se samci množično odpravljajo v iskanju sprejemljivih samic. Med samci ni bilo resnih spopadov, velikost pa je bila glavni dejavnik pri določanju prevladujočega položaja. Samci opravijo parjenje z jasnimi, resonančnimi toni, ki se lahko prenašajo več kot 1,6 km daleč. Znano je tudi, da gaver povzroča žvižganje kot alarmni klic in nizek, kravji mu. 
V nekaterih področjih v Indiji, kjer so človeške motnje manjše, je gaver zelo plašen in sramežljiv kljub svoji velikosti in moči. Ko je vznemirjen, presenetljivo hitro zbeži v džunglo. V jugovzhodni Aziji in južni Indiji, kjer se uporabljajo v prisotnosti ljudi, so gavri po mnenju domačinov zelo drzni in agresivni. Pogosto jih pridejo na njive in se pasejo ob domačem govedu, včasih pa se pobijajo v bojih. Samci lahko napadejo brez provokacije, zlasti poleti, ko so zaradi intenzivne vročine in parazitskih žuželk bolj vznemirjeni. Da bi opozorili druge člane na bližajočo nevarnost, gaver izpusti visok piskajoč glas. 

### Hranjenje
Divji gavri se pasejo in brskajo po večjem številu rastlin kot katera koli druga indijska vrsta kopitarjev, pri čemer imajo prednost zgornji deli rastlin, kot so listi, stebla, semena in cvetje vrst trave, vključno s Haldina cordifolia. 
Med raziskavo v rezervatu Bhagwan Mahaveer in narodnem parku Mollem je bilo 32 vrst rastlin opredeljenih kot hrana za gavre. Zaužijejo zelišča, mlade poganjke, cvet, plodove slonovega jabolka (Dillenia ssp.) z visoko prednostjo listov. Pestrost hrane se razlikuje glede na sezono. Pozimi in v monsunu se hranijo prednostno s finimi in svežimi travami in zeliščni iz družine stročnic, kot je Desmodium triflorum, pa tudi z listi grmovnih vrst, kot so Strobilanthes callosus, Gardenia latifolia, Grewia abutifolia, vzhodnoindijsko drevo Helicteres ssp. in Vitex negundo. Poleti se hranijo tudi z lubjem tika (Tectona grandis), plodom indijskega nagnoja (Cassia fistula), lubjem in plodom indijskega oreška (Anacardium occidentale). Gaver večino svojega dnevnega časa porabi za hranjenje. Najvišja prehranska aktivnost je bila opažena med 6:30 in 8:30 in med 5:30 in 6:45. V najbolj vročih urah dneva, od 13.30 do 15.30, počivajo v senci velikih dreves. 
Lahko se ukvarjajo z drevesi zaradi pomanjkanja želene hrane in mineralov ter elementov v sledovih, potrebnih za njihovo prehrano ali za vzdrževanje optimalnega razmerja vlaknin / beljakovin za pravilno prebavo hrane in boljšo asimilacijo hranil. Lahko se obrnejo na razpoložljive vrste in na vlaknato lubje iz tika, saj se zelena trava in zeleni viri izsušijo. Visoke koncentracije kalcija (22400 ppm) in fosforja (400 ppm) so bile opisane v lubju iz tikovine, zato lahko uživanje lubja iz tikovine pomaga živalim, da zadostijo tako mineralnim kot drugim potrebam hrane. Dolgoročno preživetje in ohranjanje teh rastlinojedov sta odvisna od razpoložljivosti prednostnih rastlinskih vrst za hrano. Zato je varovanje zgodovinsko priljubljenih habitatov, ki jih uporablja gaver, pomemben dejavnik ohranitvene biologije.

### Razmnoževanje
Gaver ima eno tele (ali občasno dve) po obdobju brejosti okoli 275 dni, približno devet mesecev, nekaj dni manj kot domače govedo. Teleta so običajno odstavljena po sedmih do dvanajstih mesecih. Spolna zrelost se pojavi v drugem ali tretjem letu. Vzreja poteka skozi celo leto, vendar običajno dosega vrh med decembrom in junijem. Življenjska doba v ujetništvu je do 30 let.

### Naravni plenilci
Zaradi svoje velikosti in moči imajo gavri poleg ljudi še nekaj naravnih plenilcev. Leopard, rdeči volk in močvirski krokodil občasno napadajo nevarovana teleta ali nezdrave živali. Poročali so, da samo tiger in morski krokodil ubijata odrasle živali. Vendar pa se habitat gavrov in morskih krokodilov v zadnjem času redko prekrivata zaradi manjšega obsega obeh vrst, krokodil pa mora biti zrel odrasel samec (več kot 3,7 m in 300 kg), da bi uspešno napadel zdrave bike. 
Tigri lovijo mladega ali nezrelega gavra, poročali pa so tudi o uboju zdravih bikov, ki so tehtali najmanj 1000 kg. Video posnetek tigra, ki je ubil samico gavra, je bil zabeležen v rezervatu Bandipur Tiger oktobra 2013. Ko se soočajo s tigrom, odrasli člani črede gavrov pogosto tvorijo krog, ki obkroža ranljive mlade in teleta in jih ščiti pred veliko mačko. Čreda gavrov v Maleziji je obkrožila tele, ki ga je ubil tiger in preprečili, da bi se približal truplu. Gavri so sposobni braniti (in ubijati) tigre, pa tudi jih preganjati. Zdi se, da je stara tigrica v Navegaon Nagzira Tiger Reserve umrla, potem ko jo je ranil gaver.
Gaver ni tako agresiven do ljudi, kot so divji vodni bivoli. 

## Grožnja
V Laosu gavre močno ogrožajo krivolov za trgovino za oskrbo mednarodnih trgov, pa tudi preračunljiv lov in lov za domačo porabo. V 1990-ih so jih iskali predvsem vietnamski lovci kot tržno vrednost.
Na Tajskem gavre močno ogrožajo krivolov za trgovino z mesom in trofejami. 

## Zaščita
Bos gaurus je uvrščen na seznam v CITES (Convention on International Trade in Endangered Species of Wild Fauna and Flora ali Washingtonski sporazum), dodatek I in je pravno zaščiten v vseh državah območja. Za krepitev populacije so vzpostavili kriokonzervacijo živalskih genskih virov.

### V ujetništvu
8. januarja 2001 se je prvi klonirani gaver rodil v Trans Ova Genetiks v Sioux Center, Iowa. Teleta so prenesli in uspešno vsadili v nadomestno mater, domačo kravo (Bos taurus). Medtem, ko je bilo ob rojstvu zdravo, je tele umrlo v 48 urah zaradi običajne griže, ki najverjetneje ni bila povezana s kloniranjem. 

## Taksonomska zgodovina
V svojem prvem opisu iz leta 1804 je Aylmer Bourke Lambert uporabil binominal Bos frontalis za domači primerek, verjetno iz Chittagonga. Leta 1827 je Charles Hamilton Smith uporabil binominal Bos gaurus za divje vrste, ki so se pojavile v bližini Mainpata v Indiji v pritokih Sarguja. Kasneje so avtorji primerke uvrstili v podvrsti Bos ali Bibos. 
Leta 2003 je Mednarodna komisija za zoološko nomenklaturo določila prvo razpoložljivo vrstno ime, ki temelji na divji populaciji, da je ime te divje vrste veljavno zaradi tega, ker mu je dodeljeno ime, ki temelji na domači obliki. Večina avtorjev je sprejela binominal Bos gaurus za prosto živeče vrste, ki velja za takson. 
Tradicionalno so bile priznane tri podvrste Bos gaurus:
- B. g. gaurus, ki ga je leta 1827 opisal Smith iz osrednje Indije, do Nepala in Butana;
- B. g. readei, ki ga je Lydekker opisal leta 1903 iz hribovitih gozdov Zgornje Burme, ki sega do Tenasserima;
- B. g. hubbacki, poimenovan po Theodoreju Hubbacku, ga je Lydekker leta 1907 opisal iz Pahanga kot Malezijskega polotoka in verjetno proti severu do Tenasserima.

Ta klasifikacija, ki temelji predvsem na razlikah v obarvanosti in velikosti, ni več splošno priznana.
Pri prepoznavanju fenotipskih razlik med indijskimi in jugovzhodnimi azijskimi primerki so trinominali Bos gaurus gaurus in Bos gaurus laosiensis začasno sprejeti do nadaljnje morfometrične in genetske študije.

## Etimologija
Sanskrtska beseda gaura (गौर) pomeni belo, rumenkasto, rdečkasto. Sanskrtska beseda gaur-mriga pomeni nekakšen bivol.
Hindujska beseda gaur (गौर) pomeni svetlo kožno, svetlo, belo.

## V popularni kulturi
- Gaver je državna žival Goe v Indiji.
- Rdeči Gavri (tajsko กระทิงแดง - ‘’Krathing Daeng) so bili skrajno desničarska paravojaška organizacija, dejavna na Tajskem v 1970-ih.
- »Krating Daeng« je danes blagovna znamka energetske pijače, ki vsebuje par rdečih bikov v logotipu; uporablja se tudi na licenciranem derivatu »Red Bull«.
- Nogometna ekipa Peraka, ki sodeluje v Malezijski super ligi, ima vzdevek The Bos Gaurus.
- Bhallaladeva, glavni antagonist v Baahubali (franšiza), se bori z gavrom kot športom in jih uporablja za svoj bojni voz.